# Army of Me: Remixes and Covers
Army of Me es una compilación hecha por Björk. Contiene varios remixes de la canción «Army of Me», uno de los singles de la islandesa que se extrajo de su segundo álbum, Post. El recopilatorio fue lanzado el 31 de mayo de 2005. y el dinero que se recaudó, fue destinado a la organización del Fondo de Naciones Unidas para la Infancia (UNICEF).
El álbum fue creado por Björk debido al tsunami que arrasó Asia. En su página web puso un anuncio para «recolectar» remezclas de «Army of Me». En un principio recibió seiscientas remezclas, publicando finalmente veinte.[cita requerida]
Alcanzó el puesto 14 en la lista Dance Albums Chart UK y el 168 en Francia. En enero de 2006, el álbum alcanzó la cifra de 250 mil libras para ayudar a UNICEF en el sureste de la región asiática afectada.

## Lista de temas
Todas las canciones escritas y compuestas por Björk, Massey salvo indicadas. El apartado «música» contiene el grupo que la versionó.. 
| Army of Me: Remixes and Covers |                                       |                                            |                 |          |  |
| N.º                            | Título                                | Música                                     | Escritor(es)    | Duración |  |
| 1.                             | «Army of Me»                          | Interzone                                  |                 | 5:17     |  |
| 2.                             | «Army of Me»                          | Grisbi                                     |                 | 3:00     |  |
| 3.                             | «Army of Djur» (Ejército de animales) | 50 Hertz, Häxor och Porr, Slagsmålsklubben |                 | 3:17     |  |
| 4.                             | «Army of Me»                          | The Messengers Of God                      |                 | 2:57     |  |
| 5.                             | «Army of Me»                          | Dr Syntax’N’CB Turbo v Rivethead           |                 | 3:32     |  |
| 6.                             | «Army of Me»                          | Dr. Gunni                                  |                 | 1:28     |  |
| 7.                             | «Army of Me» (Accordion mix)          | Martin White                               |                 | 3:08     |  |
| 8.                             | «Army of Me»                          | HEMP                                       |                 | 3:08     |  |
| 9.                             | «Army of Me»                          | Lunamoth                                   |                 | 5:42     |  |
| 10.                            | «Army of Me» (Bersarinplatz Mix)      | Beats Beyond                               |                 | 4:43     |  |
| 11.                            | «Army of Me»                          | Peter Baker                                |                 | 0:54     |  |
| 12.                            | «Army of Me»                          | Random                                     |                 | 4:08     |  |
| 13.                            | «Army of Me»                          | Atoi                                       |                 | 4:31     |  |
| 14.                            | «Army of Me»                          | R. Luvbeats                                |                 | 2:51     |  |
| 15.                            | «Army of Me»                          | Alfredo Leitor                             |                 | 2:54     |  |
| 16.                            | «Army of Me»                          | Patrick Wolf                               |                 | 3:48     |  |
| 17.                            | «Army of Me»                          | Neetoo                                     |                 | 3:43     |  |
| 18.                            | «A(r)mour»                            |                                            | Liliom          | 4:14     |  |
| 19.                            | «Once More» (In CoF Minor)            |                                            | Mikhail Karikis | 4:14     |  |
| 20.                            | «Army of Me»                          | Tor Bruce                                  |                 | 4:05     |  |

## Posicionamiento
| Año  | Posicionamiento         | Posicionamiento    |
| ---- | ----------------------- | ------------------ |
| Año  | Bandera del Reino Unido | Bandera de Francia |
| 2005 | 14                      | 168                |